# Cheminots (film)
Pour plus de détails, voir Fiche technique et Distribution.
Cheminots est un documentaire français coréalisé par Luc Joulé et Sébastien Jousse, sorti en 2010.

## Synopsis
Le travail quotidien des cheminots et leurs inquiétudes à l'heure de l'ouverture à la concurrence d'une activité relevant du service public.

## Fiche technique
- Titre : Cheminots
- Réalisation : Luc Joulé et Sébastien Jousse
- Photographie : Sébastien Jousse
- Son : Maxime Gavaudan et Benoît Ivanesko
- Montage : Frank Littot
- Production : Copsi Vidéo Production - Comité d'entreprise Cheminots Provence - Alpes - Côte d'Azur
- Pays d'origine :  France
- Durée : 81 minutes
- Date de sortie : 
  -  France : 17 novembre 2010

## Distinctions
- 2009 : Prix Valorisation de la recherche au Festival Filmer le travail de Poitiers

## À propos du film
- Le film de Luc Joulé et Sébastien Jousse, « constitué d'entretiens avec le plus grand nombre de métiers possible qui font qu'un train peut rouler (de l'aiguilleur au contrôleur, en passant par les commerciaux) », a été réalisé dans le cadre d'une commande du comité d'entreprise des cheminots de Provence-Alpes-Côte d'Azur[1].
- Philippe Person estime que « comme tous les grands documentaires, Cheminots charrie beaucoup de colère et condamne par avance ce qui se profile avec la libéralisation du rail » (Le Monde diplomatique, juin 2012)[2].